# Ancistrorhynchus capitatus
Espèce
Synonymes
- Angorchis capitata (Lindl.) Kuntze[2]
- Angraecum capitatum Lindl.[2]
- Cephalangraecum capitatum (Lindl.) Schltr.[2]
- Cephalangraecum gentilii (De Wild.) Schltr.[2]
- Listrostachys capitata (Lindl.) Rchb.f.[2]
- Listrostachys gentilii De Wild.[2]

Ancistrorhynchus capitatus est une espèce de plantes à fleurs de la famille des Orchidaceae (les Orchidées) et du genre Ancistrorhynchus, présente dans plusieurs pays d'Afrique tropicale : Sierra Leone, Liberia, Togo, Nigeria, Cameroun, île de Bioko (Guinée équatoriale), île de Principe (Sao Tomé-et-Principe), Gabon, République centrafricaine, République démocratique du Congo, Afrique de l'Est.